# Cordilleras Waitakere
Las cordilleras Waitākere son unas cadenas montañosas de Nueva Zelanda. Situadas en el oeste de Auckland, entre el área metropolitana de Auckland y el mar de Tasmania, las cordilleras y sus estribaciones y costas comprenden unas 27.720 hectáreas de terrenos públicos y privados. La zona, conocida tradicionalmente por los maoríes como Te Wao Nui o Tiriwa (El gran bosque de Tiriwa), tiene una importancia local, regional y nacional. Las cordilleras de Waitākere incluyen una cadena de colinas en la región de Auckland, que se extiende en general unos 25 kilómetros de norte a sur, 25 km al oeste del centro de Auckland. Las cordilleras forman parte del parque regional de las cordilleras Waitākere.
A partir del 1 de mayo de 2018, las zonas boscosas del parque regional se cerraron, con algunas excepciones, mientras el Consejo de Auckland mejoraba las pistas a pie seco estándar para proteger las raíces y evitar la propagación de la muerte de los kauris por una bacteria que les impide obtener nutrientes, matándolos. No existe cura, pero muchas zonas están ahora marcadas como cerradas permanentemente, y su futuro es incierto.

## Etimología

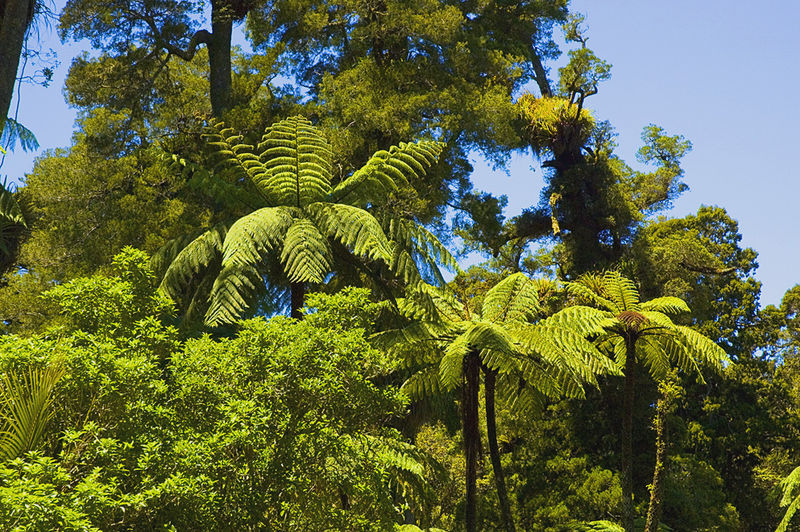
Bosque típico de las cordilleras Waitākere

El nombre Wai-tākere procede originalmente de una roca situada en la bahía de Waitākere, cerca de Te Henga (playa de Bethells). En maorí, el nombre Te Wao Nui a Tiriwa ("El gran bosque de Tiriwa"), se refería a todas las zonas boscosas al sur de Muriwai y el puerto de Kaipara hasta el puerto de Manukau, mientras que el nombre Hikurangi se refería a la cordillera central y occidental de Waitākere, al sur del río Waitākere.

## Geología
La accidentada topografía está formada por antiguos conglomerados volcánicos resistentes a la erosión y flujos de lava depositados en las erupciones del gran volcán Waitākere, situado al oeste, hace entre 12 y 25 millones de años. Las cordilleras de Waitākere y las tierras situadas al sur de Muriwai son las laderas orientales del volcán, que fueron levantadas desde el fondo del mar hace entre 3 y 5 millones de años. Gran parte de las rocas que forman las cordilleras, como la Formación Piha y la Formación Nihotupu, son rocas volcánicas y de conglomerado marino. Muchas de las características de las cordilleras, como Karekare, Te Toka-Tapu-a-Kupe / Ninepin Rock y Pukematekeo, son restos de respiraderos y tapones volcánicos. 

## Geografía
La costa occidental de las cordilleras está formada por acantilados que superan los 300 metros, intercalados con poca frecuencia por playas. Las cordilleras están cubiertas de bosque autóctono, la mayor parte del cual está en proceso de regeneración desde la extensa tala y explotación agrícola de mediados de finales del siglo XIX y principios del XX. El punto más alto de la cordillera de Waitākere, con 474 metros, es Te Toiokawharu, en la parte sur de las cordilleras, a unos 3 kilómetros al noreste de Huia. El Scenic Drive sigue una cresta de puntos altos a lo largo de las cordilleras orientales, conectando las comunidades de Titirangi, Waiatarua y Swanson. A lo largo de esta cresta se encuentran algunos de los picos más notables de las cordilleras, como el Ruaotuwhenua, conocido por su cúpula y el mástil de televisión adyacente, y el Pukematekeo, el más septentrional de las cordilleras que domina el área metropolitana de Auckland.

## Parque regional
El parque regional de las cordilleras Waitākere, protegido a nivel local, regional y nacional, es una zona de unas 17.000 ha, establecida a lo largo de un periodo de 110 años mediante donaciones, subvenciones, adquisiciones y concesiones (incluida la legislación promovida por el Ayuntamiento de Auckland en 1941 para crear el Auckland Centennial Memorial Park, que conmemora el centenario del Distrito Metropolitano de Auckland). El parque es uno de los mayores parques regionales de Nueva Zelanda, junto a la cordillera Hunua.
En 1894, un grupo dirigido por Sir Algernon Thomas (el primer profesor de ciencias naturales del Auckland University College, actual Universidad de Auckland) convenció al Ayuntamiento de Auckland para que preservara 14 km2 en la zona de Nihotupu de las cordilleras como reserva de arbustos. En 1895, el gobierno nacional concedió a la municipalidad de Auckland la tierra y otras zonas más pequeñas de la cordillera como "reservas para la conservación de la flora y la fauna autóctonas". En la actualidad, el parque regional de las cordilleras Waitākere cuenta con unos 160 km2. La zona también está protegida por la Ley de la Zona Patrimonial de las cordilleras Waitākere de 2008.
El parque regional de las cordilleras Waitākere abarca aproximadamente el 60% de la zona protegida por la Ley de la Zona Patrimonial de la Cordillera Waitākere de 2008. La ley protege unas 27.700 hectáreas de terrenos públicos (el parque regional de las cordilleras Waitākere) y privados.

## Atracciones

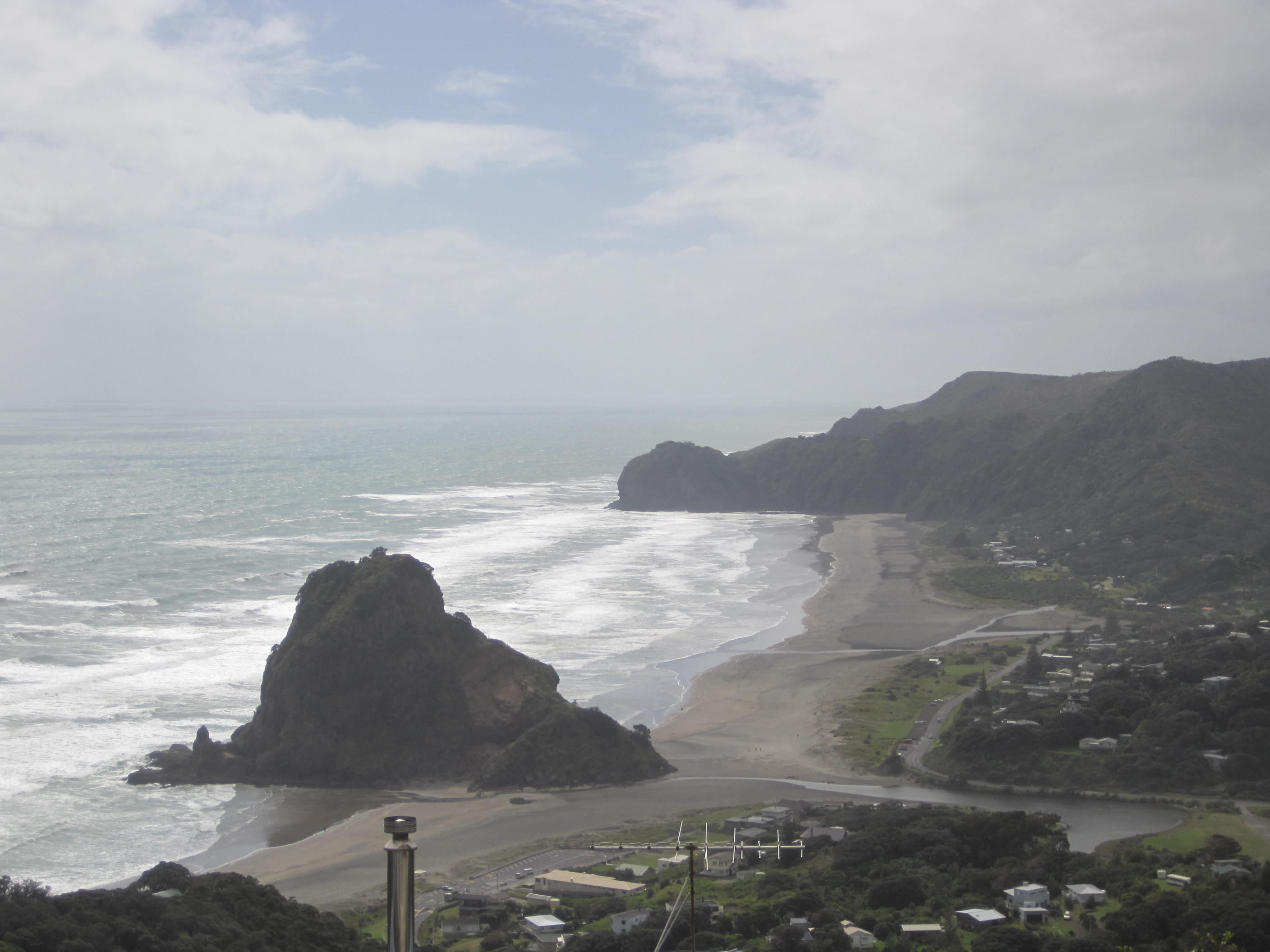
Lion Rock, Piha

Algunas de las principales atracciones de las cordilleras son: las cuatro populares playas de surf, Piha, Muriwai, Te Henga (Bethells Beach) y Karekare; una extensa red de paseos y senderos por el monte; y vistas panorámicas de las costas este y oeste y de la ciudad. Una carretera, acertadamente llamada Scenic Drive, recorre buena parte de la longitud de las cordilleras desde Titirangi hasta Swanson. El Ayuntamiento de Auckland tiene un centro de información en Scenic Drive, llamado Arataki Visitor Centre.
Las playas son las típicas de la costa oeste al norte de Taranaki, ya que todas son de arena negra. Tienen fama de ser peligrosas para los bañistas debido a las olas y al gran oleaje. Los Clubes de Salvamento de Surf patrullan las zonas designadas de las cuatro playas más populares durante los meses de verano. El Club de Salvamento Marítimo de Piha es el más antiguo, ya que se fundó en 1934.
El 11 de enero de 2010, el Consejo Regional de Auckland inauguró el Hillary Trail, un sendero de 77 km que discurre aproximadamente de sur a norte desde el Centro de Visitantes de Arataki hasta Muriwai a través de las cordilleras Waitākere, y que lleva el nombre del alpinista neozelandés Sir Edmund Hillary. El Hilary Trail está considerado como una de las mejores excursiones de varios días del norte del país, o quizá la mejor.

## Embalses

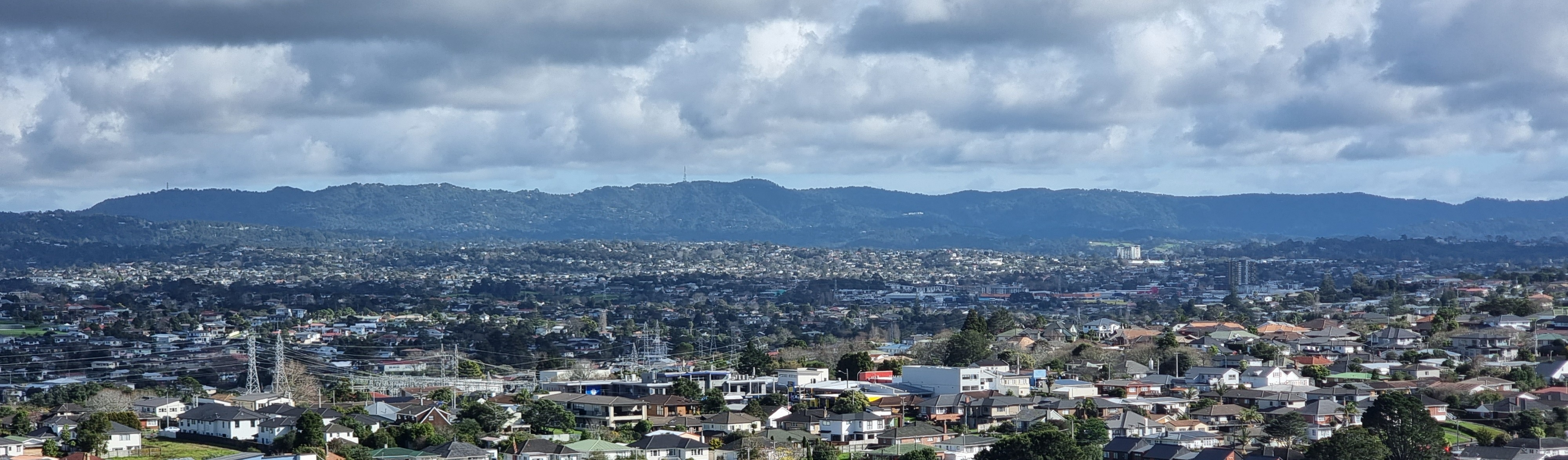
Muchos de los picos más conocidos de la cordillera Waitākere se encuentran a lo largo de la cresta del Scenic Drive adyacente a Auckland, como el Ruaotuwhenua (centro)

Cinco embalses dentro de las cordilleras suministran agua a la región de Auckland, incluyendo el embalse de Waitākere y el embalse de Lower Nihotupu. Combinados, los embalses suministran aproximadamente el 26% de la demanda de agua potable de Auckland. Las cordilleras reciben una media de más de 2.000 mm de lluvia al año, mientras que la tasa correspondiente en la ciudad es menos de la mitad. Cuando los sistemas meteorológicos se acercan a través del mar de Tasmania, su trayectoria queda bloqueada por las cordilleras, lo que provoca un pequeño levantamiento suficiente para desencadenar precipitaciones orográficas.

## Fauna
La zona alberga caracoles kauri, luciérnagas y murciélagos autóctonos de cola larga. Los murciélagos de cola larga y corta son los únicos mamíferos terrestres autóctonos de Nueva Zelanda. En el extremo norte de la cordillera, Otakamiro Point es el lugar donde se encuentra una de las pocas colonias de alcatraces de Nueva Zelanda en tierra firme. En el monte hay muchos invertebrados autóctonos, como el caracol kauri, wētā y gusanos de terciopelo ovíparos de 14 pares de patas, y especies ovovivíparas de 15 y 16 pares de patas del género Peripatoides.
La iniciativa de conservación Arca en el Parque, una asociación entre Forest and Bird y el Consejo de Auckland, está trabajando para reintroducir algunas de las especies extinguidas en la sección de las cordilleras de Cascades Kauri Park. El proyecto se inició en 2003 y ahora abarca 2.300 hectáreas.